# Марчана (Ливорно)
Марчана (итал. Marciana) је насеље у Италији у округу Ливорно, региону Тоскана.
Према процени из 2011. у насељу је живело 330 становника. Насеље се налази на надморској висини од 379 м.

## Становништво
Према резултатима пописа становништва 2011. у општини је живело 2.208 становника.
| 1936. | 1951. | 1961. | 1971. | 1981. | 1991. | 2001. | 2011. |
| ----- | ----- | ----- | ----- | ----- | ----- | ----- | ----- |
| 2.495 | 2.309 | 2.191 | 2.186 | 2.305 | 2.244 | 2.162 | 2.208 |